# 日本セレモニー
株式会社 日本セレモニー（にほんセレモニー）は、山口県下関市に本社を置く冠婚葬祭を主な業務とする企業（冠婚葬祭互助会）。

## 概要
葬儀場「典礼会館」、結婚式場「FIVESTAR WEDDING（ノートルダム、ヴェルジェ、セント・ヴァレンタイン）」、仏壇・仏具・墓石販売「合掌堂」などを展開する。その他、ホテル事業、レストラン事業、物流事業なども手がけている。
同業他社への積極的なM&Aを行っているのが特徴で、広島県福山市と長崎県佐世保市の同名企業をはじめ、傘下に収めた12社で愛グループ（あいグループ）を結成しており、展開地域は東北・関東・近畿・中国・四国・九州と全国に渡る。

## 沿革
この節の特記なき出典：
- 1972年（昭和47年）6月 - 「下関市冠婚葬祭互助会」設立（同年7月に「山口県冠婚葬祭互助会」に改称）
- 1974年（昭和49年）10月 - （株）山口県冠婚葬祭互助会を設立
- 1975年（昭和50年）8月 - 前払式特定取引業（冠婚葬祭互助会）営業許可取得
- 1979年（昭和54年）1月 - （株）山口県冠婚葬祭互助会を（株）日本セレモニーに改称
- 1980年（昭和55年）3月 - （株）合掌堂設立
- 1982年（昭和57年）10月 - （株）セレモニー愛設立
- 1990年（平成2年）4月 - 西日本セレモニーグループをM&A
- 1992年（平成4年）6月 - グループの名称を「日本セレモニー」から「愛グループ」に変更
- 1998年（平成10年）1月 - （株）防長互助センターをM&A
- 1999年（平成11年）4月 - カルチャーグループをM&A
- 2000年（平成12年）
  - 8月 - （株）日本セレモニーと（株）セレモニー愛が合併
  - 11月 - 中国セレモニーグループをM&A
- 2002年（平成14年）7月 - （株）敬裕社をM&A
- 2004年（平成16年）3月 - （株）サンファミリーをM&A
- 2007年（平成19年）11月 - （株）青山をM&A
- 2010年（平成22年）12月 - （株）日本セレモニーがベルモニー（株）より会員引受け
- 2011年（平成23年）
  - 2月 - 珍田グループをM&A
  - 5月 - （株）へいあん秋田をM&A
- 2015年（平成27年）
  - 4月 - （株）エムジェイキューをM&A
  - 9月 - （株）弓張の丘ホテルをM&A
- 2017年（平成29年）10月 - （株）西九州新生活センターをM&A
- 2018年（平成30年）
  - 11月 - せいぜんグループをM&A
  - 12月 - （株）メイプルシティをM&A
- 2021年（令和3年）2月 - 愛知県名古屋市中区栄に建設計画したホテル「TIAD」が、愛知県及び名古屋市の「高級ホテル立地促進補助金」の補助対象事業第1号に認定[3]。
- 2023年（令和5年）
  - 2月 - 前述のTIADが、マリオット・インターナショナルと提携して日本で4件目となるオートグラフコレクションに加盟[4]。これに伴い、ホテル名称を「TIAD, オートグラフ コレクション」と変更。開業予定日も2023年7月1日と発表された。
  - 5月 - ムスベル（株）をM&A
  - 7月 - TIAD, オートグラフ コレクション開業。
- 2025年（令和7年）
  - 3月 - 下請法違反で公正取引委員会より勧告を受ける（詳細は後述）。

## グループ企業
- 日本セレモニー
- 日本セレモニー（広島）
- 日本セレモニー（長崎）
- へいあん秋田（秋田市）
- サンファミリー（盛岡市）
- へいあんファミリー（岩国市）
- 愛グループホールディングス
- メイプルシティ（大竹市）
- 防長互助センター（防府市）
- 合掌堂
- トレーダー 愛
- せいぜん（北九州市）
- ムスベル株式会社[5]

## 不祥事・事件・トラブル

### 下請法違反
同社が下請会社20数社に対し、御節料理やディナーショーなどのチケット計272万円分を強制的に購入させていたことが2025年3月までに判明し、公正取引委員会は同社に対し、下請法に違反するとして、同年3月6日に再発防止を勧告した。